# Escola de Belas Artes
Pour les articles homonymes, voir École des beaux-arts.
L’Escola de Belas Artes (École des beaux-arts) est le centre de formation consacré aux beaux-arts de l'université fédérale de Rio de Janeiro au Brésil.
Elle existe sous cette forme depuis 1965 mais remonte officiellement à l'époque coloniale, avec la création en 1816 de l'École royale des sciences, des arts et des métiers, qui devient en 1826 l'Académie impériale des beaux-arts, et ce jusqu'en 1890, quand elle devient à son tour l'École nationale des Beaux-Arts (pt) jusqu'en 1965, où elle prend son nom actuel, sous l'égide de l'université fédérale de Rio de Janeiro.

## Historique
Une lettre royale du 20 novembre 1800 de Jean VI de Portugal crée l’Aula Pratica de Desenho e Figura à Rio de Janeiro. Elle est la première institution au Brésil entièrement consacrée à l'enseignement des beaux-arts. Pendant l'époque coloniale, les beaux-arts sont essentiellement de nature religieuse ou utilitaire et sont enseignés par un système d'apprentissage.
Le décret du 12 août 1816 crée la Escola Real de Ciências, Artes e Ofícios (École royale des sciences, des arts et des métiers), qui assure l'enseignement officiel des beaux-arts. Ensuite, elle a été rebaptisée Academia Imperial de Belas Artes (Académie impériale des beaux-arts), instituant un système d'éducation artistique qui influence grandement le développement de l'art brésilien.
Le 8 novembre 1890, l'Académie impériale est transformée en Escola Nacional de Belas Artes (École nationale des beaux-arts). En 1965, l'École a rejoint l'université de Rio de Janeiro, devenue depuis l'université fédérale de Rio de Janeiro.